# Сцевола (Муции)
Вижте пояснителната страница за други значения на Сцевола.
Сцевола (на латински: Scaevola) е когномен, клон на плебейската фамилия Муции.

## Известни
- Гай Муций Сцевола, спасил град Рим през 508 пр.н.е.
- Квинт Муций Сцевола, претор 215 пр.н.е.
- Квинт Муций Сцевола (консул 220 пр.н.е.)
- Квинт Муций Сцевола (претор 215 пр.н.е.)
- Публий Муций Сцевола (консул 175 пр.н.е.)
- Публий Муций Сцевола (консул 175 пр.н.е.), (консул 175 пр.н.е.
- Квинт Муций Сцевола консул 174 пр.н.е.
- Публий Муций Сцевола, консул 133 пр.н.е.
- Публий Лициний Крас Муциан, консул 131 пр.н.е.
- Квинт Муций Сцевола (авгур), консул 117 пр.н.е.
- Квинт Муций Сцевола (понтифекс), консул 95 пр.н.е.
- Квинт Муций Сцевола, авгур, народен трибун 54 пр.н.е.

## Друга фамилия
- Квинт Цервидий Сцевола, римски юрист 2 век